# Любско
Любско (пол. Lubsko) — город в Польше, входит в Любушское воеводство, Жарский повят. Имеет статус городско-сельской гмины. Занимает площадь 12,56 км². Население — 14 737 человек (на 2005 год).

## Галерея

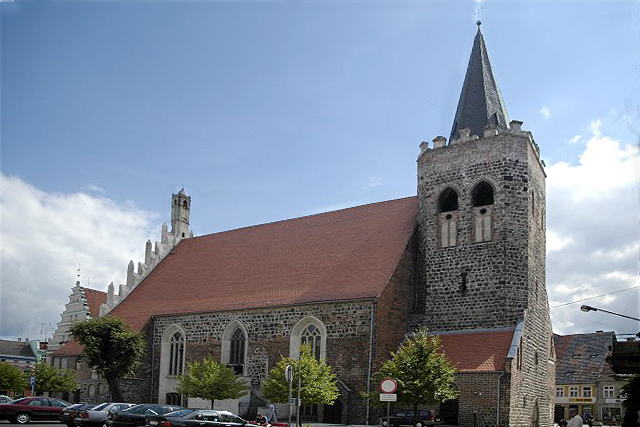
Кирха
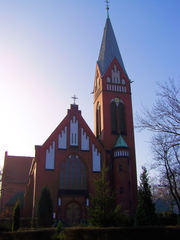
Кирха в Зоммерфельде
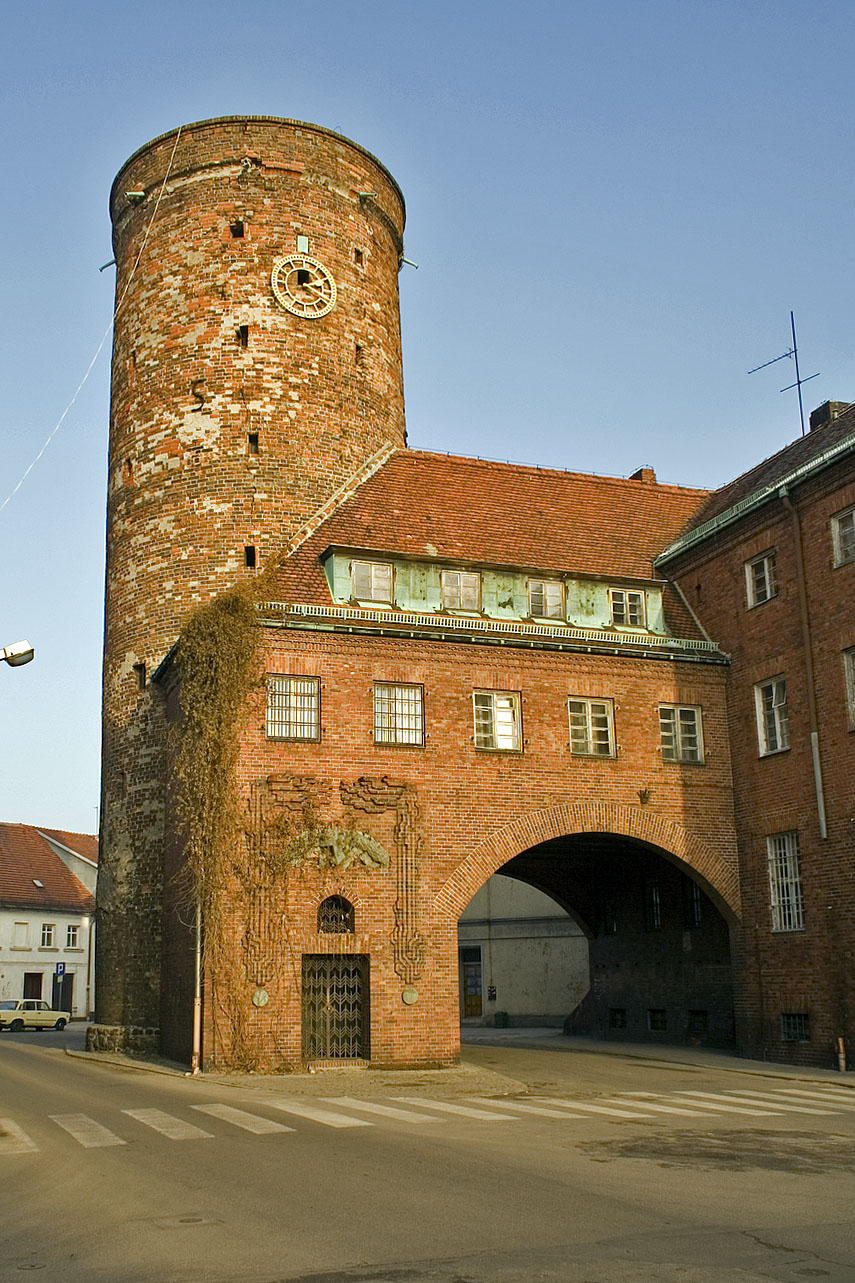
Здание бывшего замка
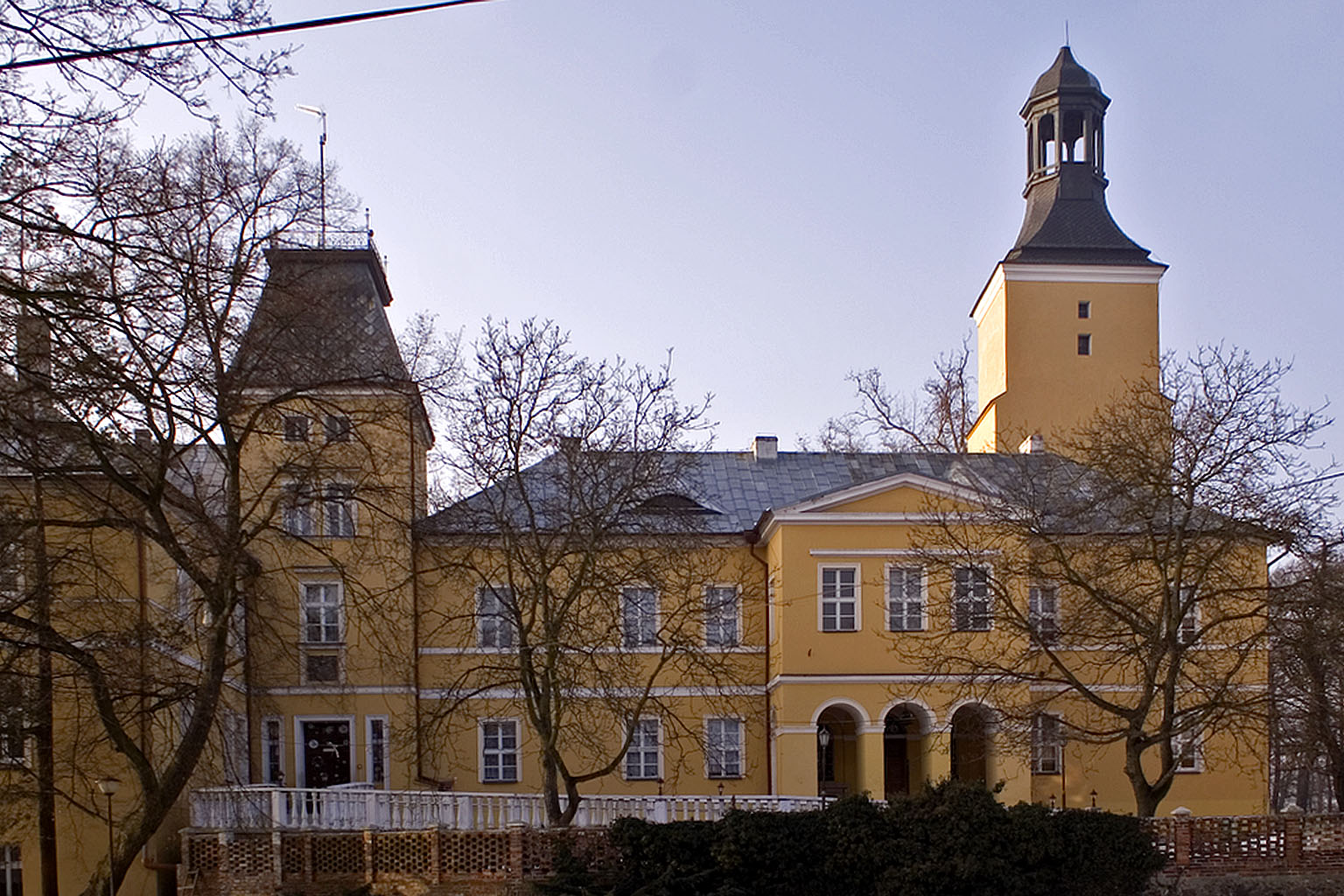
Замок Зоммерфельд
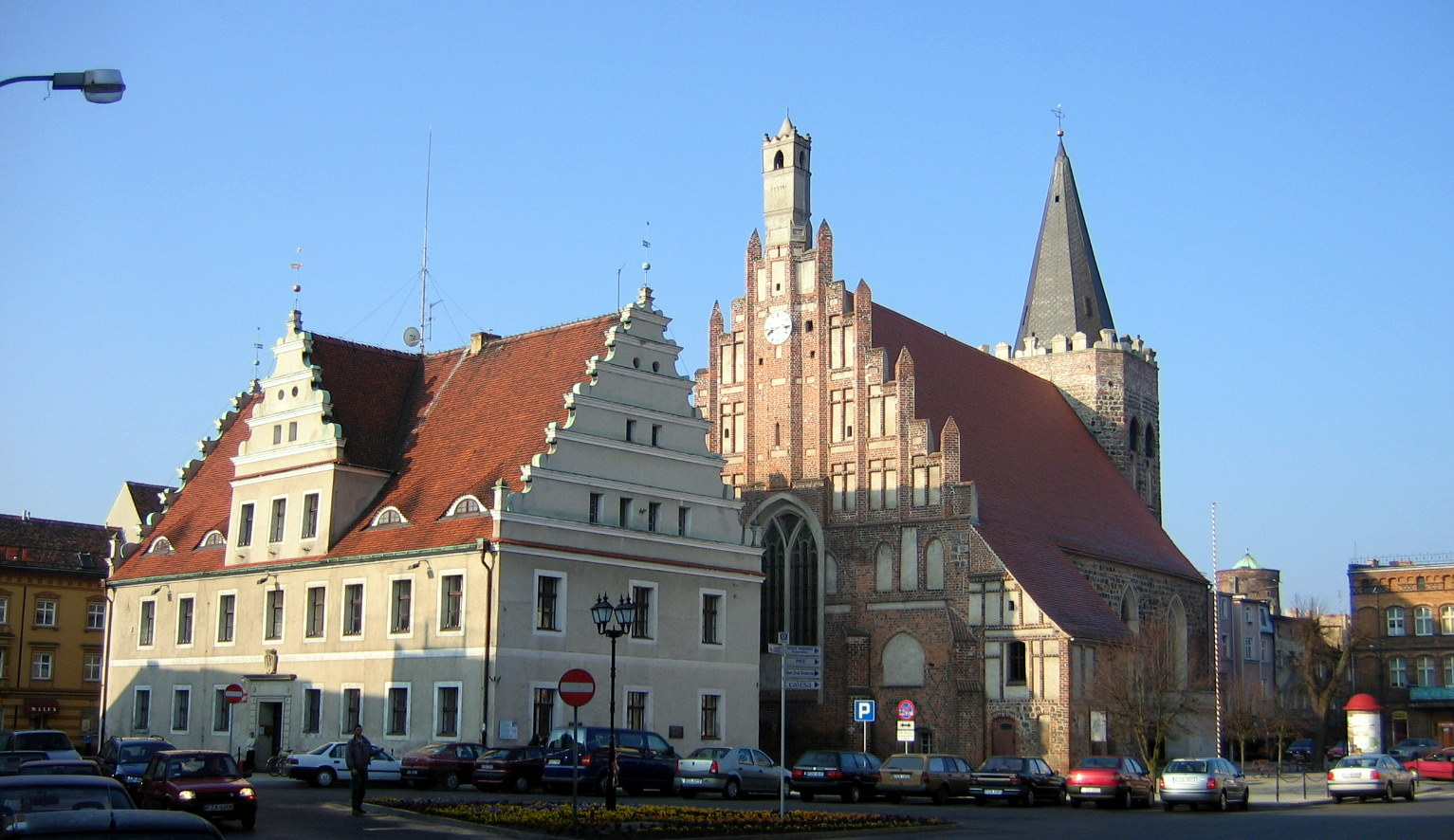
Ратуша и кирха
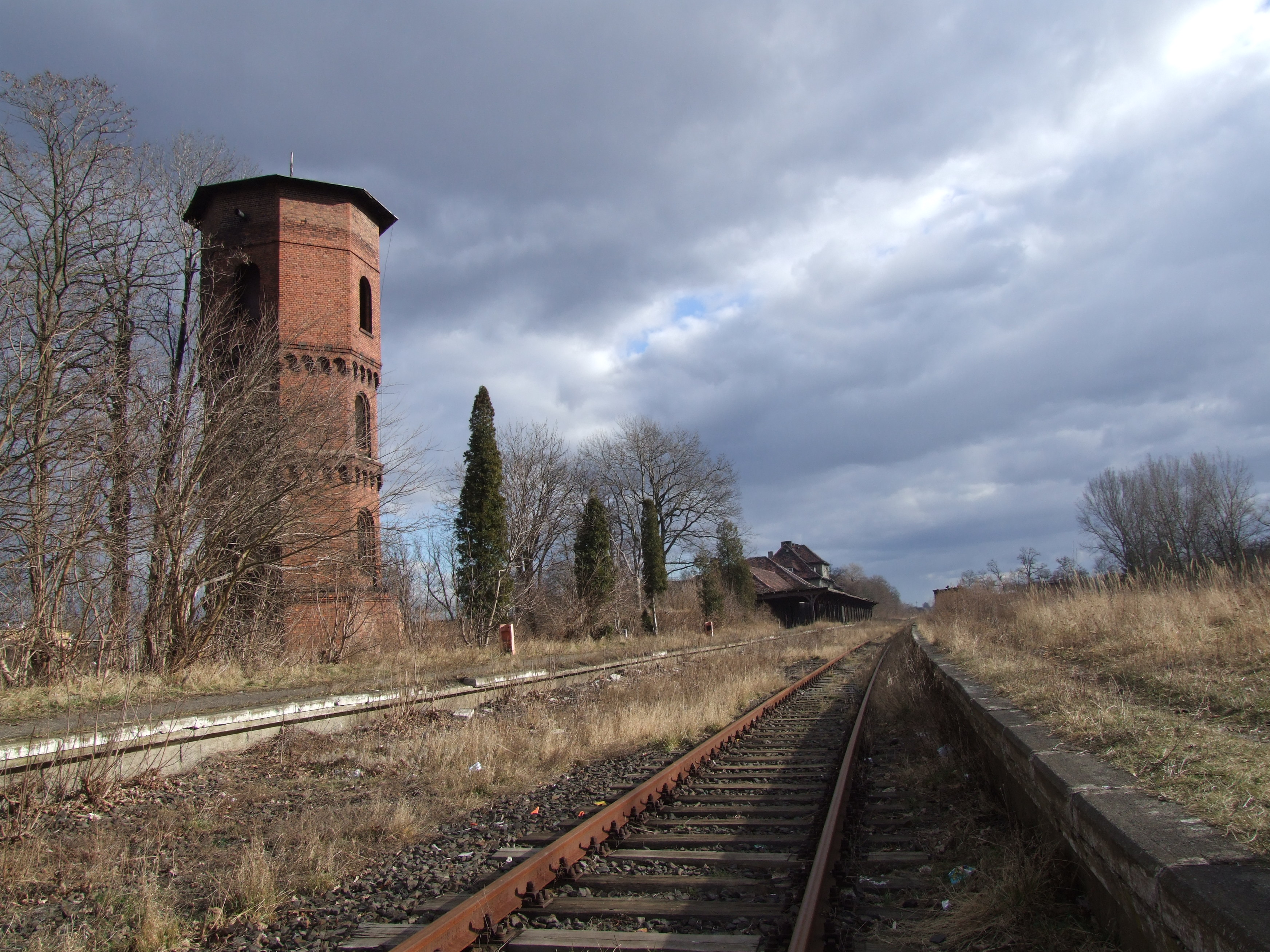
Железная дорога в Зоммерфельде